# Wrecking Crew (Band)
Wrecking Crew war eine US-amerikanische Hardcore-Punk-Band aus Boston und gehörte dort der Straight-Edge-Szene an.

## Bandgeschichte
Im Januar 1987 gründete sich Wrecking Crew aus Angehörigen der Hardcore-Punk-Szene, die bis dahin musikalisch noch nicht in Erscheinung getreten waren. Zum ersten Line-up gehörten Glenn Dudley (Gesang), John Darga (Gitarre), Ralph DiNunzio (Gitarre), Keith Ennett (Bass) und Schlagzeuger E.K., der jedoch bereits nach kurzer Zeit durch Taras Hrabec ersetzt wurde. Die Band gründete sich gerade in der Phase des Bostoner Hardcore-Punks, als sich die meisten alten Bands wie SS Decontrol, DYS und Jerry’s Kids aufgelöst hatten. Im Gegensatz zu den vorgenannten Bands wählten Wrecking Crew einen eher am Metal orientierten Stil. Inspirationen waren unter anderem Agnostic Front, Discharge, Broken Bones und Battalion of Saints.
Am 27. Mai 1987 fand der erste Gig im Vorprogramm von Corrosion of Conformity statt. Nach weiteren Gigs in Boston besuchten sie im Januar 2008 ein Tonstudio und nahmen insgesamt acht Lieder auf, darunter ein Cover von Negative Approach. Vier Lieder wurden von Mark MacKayes (Slapshot) Label Vortex veröffentlicht. Bei einem Gig zusammen mit Uniform Choice und Warzone im CBGBs in New York City lernte die Band John Bello von Hawker Records (ein Sublabel von Roadrunner Records) kennen, der ihnen einen Vertrag anbot. 1989 erschien so das Debütalbum Balance of Terror. Die Band nahm im CBGBs noch Livetracks für die Kompilation Free for All und zwei weitere Lieder für einen Sampler des Thrasher-Magazins auf.  Danach ging die Band auf ihre erste (und einzige) US-Tournee, die nicht sehr erfolgreich verlief.
Nach der Tournee wollte Wrecking Crew Material für ein neues Album aufnehmen, als das Label Hawker pleiteging. Die Aufnahmen in den Synchro Studios wurden als Demo 1991 eingespielt und später auf der Kompilation 1987–1991 veröffentlicht. Über Biohazard konnten Wrecking Crew einen Plattenvertrag mit Maze Records aushandeln, doch auch dieses Label stellt seine Dienste kurz darauf ein.
1991 stieg Glenn Dudley aus und wurde durch Elgin Nathan James, ein Gründungsmitglied der berüchtigten Straight-Edge-Gang Friends Stand United, ersetzt. Auch Gitarrist John Darga stieg aus und wurde zunächst durch Nick Clancy, dann durch Dean Baltulonis ersetzt. Mit James und Clancy entstand eine selbstbetitelte 7’’, die 1993 von Sonic Aggression Records veröffentlicht wurde. 1994 löste sich die Band endgültig auf. Elgin James und Dean Baltulonis gründeten daraufhin 454 Big Block und später The World Is My Fuse.
2005 erschien eine Kompilation mit altem Material unter dem Titel 1987–1991 auf dem Label Bridge Nine Records. Das Lied Why Must They wurde im April 2004 neu eingespielt, da die Rechte der LP weiterhin bei Roadrunner lagen. Erst 2006 gelang es I Scream Records, das Debütalbum neu zu veröffentlichen.

## Diskografie
- 1988: Wrecking Crew (7’’, Vortex Records)
- 1989: Balance of Terror (LP, Hawker Records; CD-Version 2006 auf I Scream Records)
- 1993: Wrecking Crew (7’’, Sonic Aggression Records)
- 2004: 1987–1991 (Kompilation, Bridge Nine Records)